# František Novák (kněz)
František Novák (10. září 1919 Bítovany – 2. říjen 1999 Stará Boleslav) byl český římskokatolický teolog, kněz, biblista-novozákoník a vysokoškolský pedagog.

## Život
Středoškolské vzdělání získal na Rašínově gymnáziu v Hradci Králové, kde maturoval v roce 1937. Teologii studoval na Papežské lateránské univerzitě (Pontificia Universitas Lateranensis), kde v roce 1943 získal licenciát teologie. Ve studiích v Římě dále pokračoval na Papežském biblickém institutu (Pontificium Institutum Biblicum) a v roce 1945 získal licenciát biblických věd. Poté nastoupil do pastorace. Od 1. září 1949 do 30. listopadu 1950 působil jako profesor bohosloví na diecézním teologickém učilišti v Hradci Králové. Dále nastoupil na vojenskou službu a vrátil se do pastorace. 30. září 1969 byl jmenován na Římskokatolické cyrilometodějské bohoslovecké fakultě v Praze se sídlem v Litoměřicích, pobočce v Olomouci, odborným asistentem pro obor biblického studia Nového zákona, který přednášel v letech 1969–1973; (v roce 1969–1970 učil též řečtinu). Dne 16. září 1974 byl převeden na CMBF se sídlem v Litoměřicích, s účinností od 1. září 1974. Zde také získal doktorát teologie po obhájení disertační práce s názvem Osvětlení Hejčlovy osobnosti a jeho životního díla a byl 24. června 1975 promován. Na CMBF pak přednášel v letech 1974-1989/1990 Nový zákon, základní a vyšší kurz řečtiny. V letech 1990-1997 působil na Katolické teologické fakultě Univerzity Karlovy v Praze, kde přednášel Nový zákon a vedl katedru biblických věd. Jeho působení na KTF UK bylo ukončeno 1. října 1997. Zemřel 2. října 1999 v kněžském domově ve Staré Boleslavi.